# 爱媛县立医疗技术短期大学
爱媛县立医疗技术短期大学（日语：／ Ehime Kenritsu Iryogijutsu Tankidaigaku *），简称医技短（いぎたん）是过去一所位于日本爱媛县伊予郡砥部町的公立短期大学。

## 概要

### 简介
- 短期大学为于1988年开办[1]、由爱媛县。招生到于2004年、停办于2007年[2]。

### 历史
- 1988年 爱媛县立医疗技术短期大学成立并同时设置三个学科、以下列举。
  - 第一护理学科[注 2]
  - 第二护理学科
  - 临床检查学科[注 2]
- 1991年 两个专攻成立于专科、以下列举。
  - 地区护理学专攻
  - 助产学专攻
- 2004年 招生最后、次年停止招生（正式停办于2007年3月23日[2]）。

## 学校环境
- 校区：在了爱媛县伊予郡砥部町[注 1]

## 历任校长
- 野岛元雄：第一代短期大学校长[3]。

## 组织

### 学科
- 第二护理学科

### 前学科
| - 第一护理学科 - 临床检查学科 |

### 专科
- 地区护理学专攻
- 助产学专攻

### 业余课程
| - 没有 |

## 相关链接
- 日本短期大学列表